# ショーン・ベンディ
ショーン・ベンディ（英語: Sean Vendy、1996年5月18日 - ）は、イングランドの男子バドミントン選手。

## 経歴
スコットランドのオークニー諸島に生まれ、5歳からバドミントンを始める。7歳でイングランドに移住。
シニアレベルになってからは、1歳年下のベン・レーンとペアを組み男子ダブルスで国際大会に出場する。
2021年、オルレアン・マスターズで優勝し、自身初のBWFワールドツアータイトル獲得となった。
2024年、スイス・オープンでは、準々決勝で東京五輪金メダリストの李洋 / 王齊麟を破り、決勝では世界ランク9位のムハマド・ショヒブル・フィクリ / バガス・マウラナを24-22, 28-26で破って優勝した。